# Gothic 2
Gothic 2 est un jeu vidéo de type action-RPG développé par Piranha Bytes et édité par JoWooD en 2002. Il s'agit du deuxième épisode de la série de jeux Gothic.

## Trame

### Synopsis
Il y a quelques semaines de cela seulement, un prisonnier de la colonie minière a détruit la barrière magique adjacent à la Vallée des mines, vaincu un archi-démon… et, à l'instant de sa victoire, été enseveli vivant sous une avalanche de pierres. Seule la puissance de son armure magique évita à ce héros, dont nul ne connaît le nom, d'être emporté par la mort… Désormais, Xardas, magicien renégat et nécromancien énigmatique, a ramené notre héros parmi les vivants.
La dissolution et la chute de la barrière magique ont entraîné la libération des prisonniers jusqu'alors retenus captifs dans la Vallée de la mine. Ces brigands des forêts et des montagnes perturbent désormais la quiétude de la ville de Khorinis. Dans l'enceinte de la ville, la milice est impuissante à réagir, en raison de sa faible puissance et de ses effectifs limités, et hors de la ville, nul n'est à l'abri d'une attaque des brigands.

### Personnages
Contrairement à ce qui se passe dans beaucoup de jeux de rôles, dans Gothic, on ne choisit ni son personnage ni sa classe.
Le personnage est un homme dont on ignore le nom, Le héros sans nom (HSN) . Au fur et à mesure de combats et des quêtes, on gagne des points d'expériences. Quand un seuil de points d'expérience est franchi, on progresse d'un niveau et gagne 10 points d'apprentissage. Ces points d'apprentissage permettent, auprès de maitres, d'augmenter les caractéristiques du personnage ou d'apprendre de nouvelles compétences.
Le héros sans nom retrouve ses alliés de Gothic comme Lee maintenant chef des mercenaires, Vatras mage de l'eau, Xardas nécromancien, Milten, Diego, Lester, Gorn, Lares et pleins d'autres.
On trouve également Lors Hagen Paladin du roi et nouveau dirigeant de Khorinis, Onar propriétaire du domaine agricole, Pyrokar membre du haut conseil des magiciens de feu.

## Accueil
- Jeuxvideo.com : 17,4/20 par le public sur Jeuxvideo.com[1]

Le jeu a eu: la médaille d'or sur pcGames award ;la médaille d'or sur Sceenfun award ; la médaille de bronze sur pc Action Gold ; 88% sur GameStar.

## Extension
En 2005, une extension du jeu est sortie. Intitulée La Nuit des corbeaux, elle a reçu la note de 11/20 sur Jeuxvideo.com.